# Ria Visser
Ria Visser (n. 20 iulie 1961, Oud-Beijerland, Olanda de Sud, Țările de Jos) este o sportivă ce a reprezentat Regatul Țărilor de Jos, medaliată olimpică. A participat la 2 ediții ale Jocurilor Olimpice (1980, 1984) în care a câștigat o medalie de argint.